# VAXmate

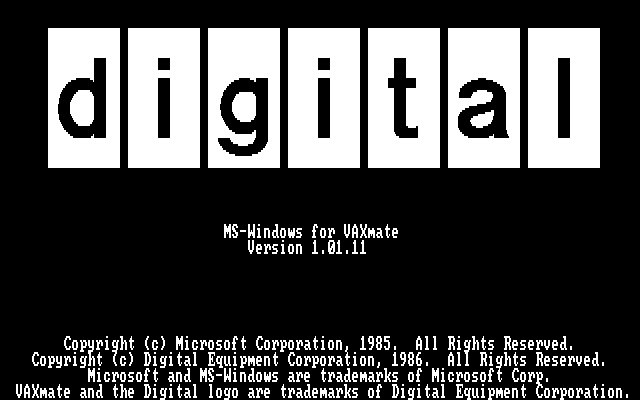
DEC porteerde ook zelf Microsoft Windows 1.0 naar de VAXmate

De VAXmate is een IBM PC/AT compatibele personal computer die in september 1986 geïntroduceerd werd door Digital Equipment Corporation (DEC). In tegenstelling tot wat de naam doet vermoeden was dit geen VAX-systeem maar een genetwerkte pc die bedoeld was om te gebruiken in combinatie met VAX minicomputers. De VAXmate werd in januari 1989 opgevolgd door de DECstation 200 en 300 pc's.

## Hardware
De VAXmate was een alles-in-één-computer. In de basisconfiguratie bevatte de behuizing een 8 MHz Intel 80286 CPU met 1 Mbyte RAM, een 1,2 MB RX33 5¼ inch diskettestation, een 14 inch amber of groene monochrome CRT, een 10BASE2 Ethernet interface en drie seriële poorten (muis, printer en algemene seriële communicatie). De printerpoort was een Digital-specifieke seriële poort voor gebruik met de DEC LA75 printer. De VAXmate werd met een aparte muis en toetsenbord geleverd.
Het systeem kon uitgebreid worden met een 80287 FPU, 2 Mbyte extra RAM en een modemmodule. Er was ook een externe behuizing met een 20 MB of 40 MB harde schijf beschikbaar.

## Software
Het besturingssysteem en de bestanden konden via een lokaal netwerk ter beschikking worden gesteld vanaf een VAX/VMS-server met de VAX/VMS Services voor MS-DOS-software (later omgedoopt tot Pathworks) van het bedrijf. Deze software presenteerde VMS-bestanden op de server als DOS-bestanden aan de VAXmate. Dit had tot gevolg dat bepaalde DOS-programma's die een FAT-bestandssysteem verwachtten, zoals bijvoorbeeld Norton Utilities, niet werkten. Ook de netwerkperformantie was soms problematisch.
Met de optionele externe behuizing met harde schijf kon de VAXmate als een meer conventionele standalone pc gebruikt worden.